# Porto de São João

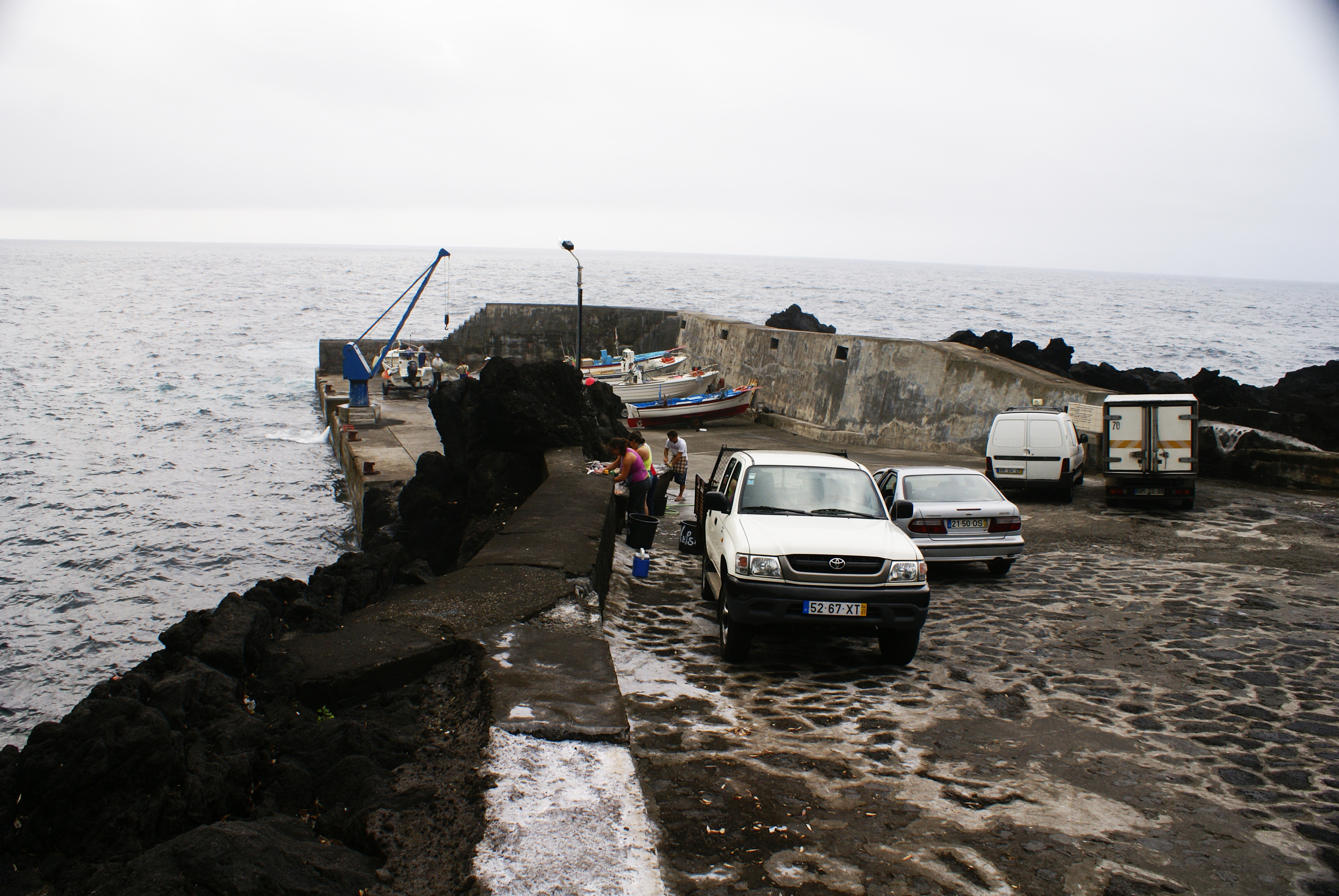
Porto de São João, Porto piscatório.

O Porto de São João é uma instalação portuária portuguesa, localizada na freguesia de São João, no concelho das Lajes do Pico, ilha do Pico, arquipélago dos Açores.
Esta instalação portuária é principalmente usada para fins piscatórios e de recreio.